# Tappeto elastico

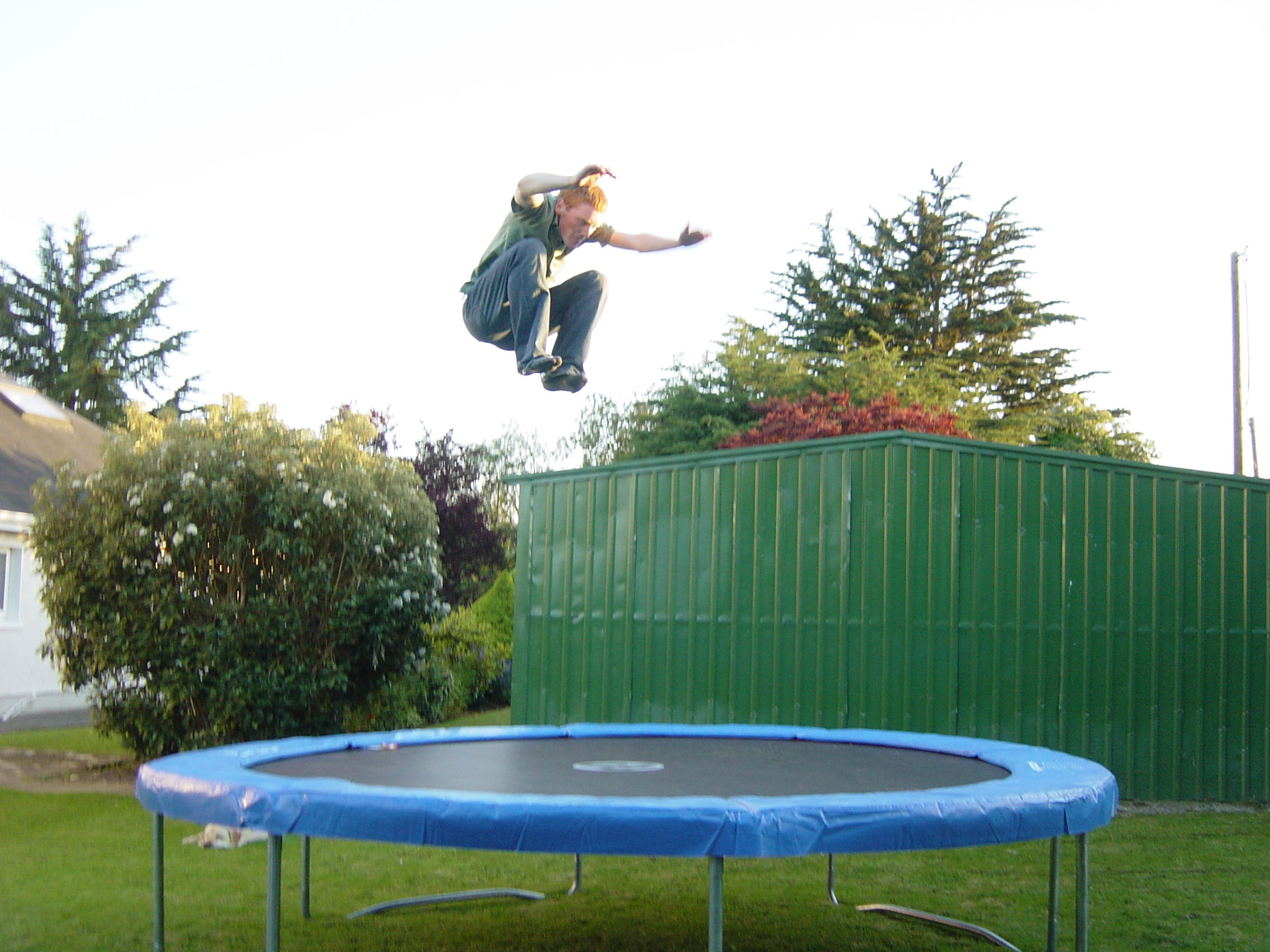
Un uomo mentre usa un tappeto elastico

Un tappeto elastico o trampolino elastico è un dispositivo costituito da un pezzo di tessuto i cui lati vengono tenuti fissi a un telaio in acciaio tramite delle molle. I tappeti elastici hanno come primaria funzione quella di effettuare salti e acrobazie, e vengono utilizzati in alcuni sport e a livello ricreativo.